# Kostas Karagiozidis
Kostas Karagiozidis (geboren am 18. Mai 1975 in Ludwigshafen am Rhein) ist ein Musikproduzent und Künstler mit griechischen Wurzeln.

## Leben
Als jüngstes Kind einer griechischen Familie ist Kostas Karagiozidis in Ludwigshafen am Rhein geboren und aufgewachsen. Im Alter von 5 Jahren lernte er autodidaktisch seine ersten Instrumente zu spielen: Akkordeon, Bouzouki und Schlagzeug, später kamen 20 weitere Instrumente hinzu.
Im Jahr 1989 eröffnete Kostas sein erstes Heimstudio, 1993 folgte sein kommerzielles Studio. In den Jahren 1995 bis 1999 studierte Kostas Jazz und Popularmusik mit den Hauptfächern Klavier und E-Bass an der Hochschule für Musik und Darstellende Kunst Mannheim und schloss sein Studium mit der Bestnote ab.
Im Laufe seiner Karriere arbeitete er erfolgreich mit großen internationalen Plattenfirmen wie Universal Music Group, Sony Music und Warner Music zusammen, nahm Musik für bekannte Künstler auf und spielte Konzerte in der ganzen Welt.
Neben seiner Tätigkeit als Musikproduzent ist Karagiozidis auch selbst Künstler mit langjähriger Bühnenerfahrung, der in seiner Karriere als Musical Director und Tourmusiker arbeitete. Auf der Bühne trat er für Künstler wie Afschin, Moein, Valy Hedjasi, Xavier Naidoo, als Teil seiner eigenen Musikgruppe Ithikon Akmeotaton oder als Solokünstler auf.

## Produktionen & Künstler

### Künstler (Auswahl)
- Valy Hedjasi
- Shindy
- Apache 207
- Kollegah
- Afschin
- Kurdo
- Moe Phoenix
- KC Rebell
- Maître Gims
- J.I the Prince of N.Y
- PA Sports
- Eno
- Navid Zardi
- Helly Luv
- Ardian Bujupi

### Produktionen (Auswahl)
- 1997: Komposition von Musik für die Fernsehserie „Tatort“.
- 1999: Komposition der Musik für das Nationaltheater Mannheim für ein Ballettprojekt von Phillipe Talard und Anne Marie Porras.
- 2000: Produziert die erste Zusammenarbeit mit Afschin. Das Album „Setareh“
- 2001: Produktion des Afschin-Albums „Asopas“, das zu einem der meistverkauften persischen Pop-Alben des Jahres wurde
- 2005: Produzent von Afschins Album „Match“, das viele Megahits enthält
- 2006: produzierte Kostas Valys Debütalbum „After Love“, das Valy so erfolgreich machte, dass er eine Welttournee startete
- 2015: produzierte Kostas sein erstes deutsches Rap-Album für den Künstler Kurdo, das in Deutschland auf Platz 3 der Charts einstieg
- 2016: Kostas und Kurdo erreichen mit dem Album „V.A.D.W.“ Platz 2 in den deutschen Charts
- 2016: Erstes Projekt mit dem deutschen Rap-Künstler PA Sports. Das Album „Zurück zum Glück“ erreichte Platz 6 in den deutschen Charts
- 2017: erschien das Album „Vision“ von Kurdo mit der Platin-Single „Ya Salam“.
- 2018: Kostas hat Kollegahs Album „Monument“ koproduziert, aufgenommen, gemischt und gemastert, das in Deutschland, Österreich und der Schweiz auf Platz 1 einstieg.
- 2018: Kostas produzierte Enos Hit-Single „Cane Cane“
- 2018: Moe Phoenix Hit-Single „Mama Baba“, produziert von Kostas, wurde veröffentlicht
- 2019: Kostas brachte die erste Single des deutschen Rap-Stars Apache 207 heraus
- 2019: Kostas arbeitete an Shindys Comeback-Album „Drama“ mit, das auf Platz 1 der Charts landete. Aus dieser Zusammenarbeit gingen Hit-Singles wie Nautilus (Platin) und Raffaelo hervor
- 2021: Kostas produziert einen gemeinsamen Song mit Navid Zardi und Maître Gims

## Auszeichnungen
- Platin für „Ya Salam“ by Kurdo
- Platin für „Nautilus“ by Shindy
- Gold für „Nautilus“ by Shindy
- Gold für „Ya Salam“ by Kurdo
- Gold für „what’s luv“ by Shindy
- Gold für „Kleine Hure“ by Apache 207
- Gold für „Raffaello“ by Shindy
- Gold für „Ferrari Testarossa“ by Apache 207